# The Beef Seeds
The Beef Seeds es una banda británica de música Country y Bluegrass formada a principios del 2013 en la ciudad de Newport, Gales del Sur.  Ellos muestran su música mediante su canal de YouTube.  La banda está formada por Peet Bongo Peet Morgan, Becky Miss Becky Johnson, Scott Showman Bowman y Adam Beale.  Además cuentan con Ninja, un pequeño perro mezcla de Staffordshire Bull Terrier con Chihuahua, y quien es la mascota del conjunto.  Los instrumentos musicales que la banda usa para crear su música son: guitarra, mandolina, banyo, contrabajo, armónica, tabla de lavar, y la doble tabla de lavar, inventada por el líder de la banda Peet Morgan.
La versión, o « cover», Bluegrass de The Beef Seeds de la canción « Royals» (originalmente interpretada por Lorde) fue una de varias que fueron mencionadas en un artículo titulado «Kiwi Making YouTube Waves With ‘Royals’ Cover» que fue publicado por el sitio de noticias titulado «3 News» de Nueva Zelanda.  Además, esta canción recibió elogios de la página web de la estación de radio 97.3FM (KLLC) basada en San Francisco, California.  También recibió elogios del sitio noticiero australiano «Daily Life».  El «Daily Life» describió la canción con adjetivos tales como «gangosa» y «cargada de armonía».
The Beef Seeds han publicado veinte y dos videos en su canal de YouTube, los cuales han sido visto más de 1.000.000 veces. Dado al éxito obtenido, la banda espera viajar a los Estados Unidos para ofrecer un concierto en vivo para mostrar su música a sus fanes de ese país.
La interpretación de The Beef Seeds de la canción navideña «Fairytale of New York» (en español:  «Cuento de Hadas de Nueva York») del conjunto The Pogues se ha convertido en un éxito festivo en el Internet.  En dicha versión, ellos cambian el nombre de la canción por "Un Cuento de Hadas de Newport" (dada la procedencia de la banda).  El vídeo sigue la banda y su mascota oficial, Ninja, alrededor del centro de Newport.
A fecha de 22 de octubre del 2013, en la web RyanSeacrest.com se anunció un concurso para conocer la versión favorita del público del exitoso sencillo del deejay sueco Avicii titulado «Wake Me Up».  La primera ronda de votaciones comenzó con quince versiones interpretadas por quince conjuntos musicales diferentes, siendo una de ella de The Beef Seeds.  Los internautas de RyanSecrest.com votaron por su versión favorita el 17 de diciembre del 2013, la web Ryanseacrest.com anunció el resultado de las votaciones obteniendo como resultado el triunfo del concurso para The Beef Seeds.
La banda está planeando un proyecto con la página web de Ryan Seacrest para crear una mezcla de algunos de los temas más populares de 2013. Peet Morgan, 30, dijo: « Ya hemos interpretado bastante de esos temas, pero hay algunos que nos faltaron. Estamos discutiendo ideas con ellos para aprender lo que sería atractivo para un mercado estadounidense».

## Estilo musical e influencias
The Beef Seeds hacen su propia mezcla de pop, bluegrass, y country.  El líder del conjunto, Bongo Peet, dijo en una entrevista con el South Wales Argus, «Cogemos la canción pop y la separamos a sus partes componentes.»

## Miembros del conjunto
- Peet « Bongo Peet» Morgan - Voz/Tabla de Lavar/Doble Tabla de Lavar
- Becky « Miss Becky» Johnson - Voz/Bajo
- Scott « Showman» Bowman - Voz/Banyo/Mandolina/Harmónica
- Adam Beale - Voz/Guitarra

## Discografía
EPs
- Songs From The Campfire (EP) (lanzado el 30 de septiembre del 2013 en iTunes)
- Keepin' it Beefy (EP) (lanzado el 27 de enero del 2014 en iTunes)

Sencillos
- "Royals (sencillo)" (lanzado el 18 de agosto de 2013 en iTunes)
- "Africa (sencillo)" (lanzado el 3 de noviembre del 2013 en iTunes)
- "Livin' on a Prayer (sencillo)" (lanzado el 3 de noviembre del 2013 en iTunes)
- "Wrecking Ball (sencillo)" (lanzado el 3 de noviembre del 2013 en iTunes)
- "Counting Stars (sencillo)" (lanzado el 11 de noviembre del 2013 en iTunes)
- "Gorilla (sencillo)" (lanzado el 11 de noviembre del 2013 en iTunes)
- "Story of My Life (sencillo)" (lanzado el 16 de noviembre del 2013 en iTunes)
- "The Fox (What Does The Fox Say?) (sencillo)" (lanzado el 25 de noviembre del 2013 en iTunes)
- "Fairytale of New York (sencillo)" (lanzado el 2 de diciembre del 2013 en iTunes)
- "All I Want For Christmas Is You (sencillo)" (lanzado el 9 de diciembre del 2013 en iTunes)

## Videografía
- Avicii - Wake Me Up (Versión Oficial de The Beef Seeds)
- The Wanted - We Own The Night (Versión Oficial de The Beef Seeds)
- Robin Thicke - Blurred Lines (Versión Oficial de The Beef Seeds)
- Ellie Goulding - Burn (Versión Oficial de The Beef Seeds)
- Katy Perry - Roar (Versión Oficial de The Beef Seeds)
- Union J - Beautiful Life (Versión Oficial de The Beef Seeds)
- Bon Jovi - Livin' on a Prayer (Versión Oficial de The Beef Seeds)
- Toto - Africa (Versión Oficial de The Beef Seeds)
- Lorde - Royals (Versión Oficial de The Beef Seeds)
- Miley Cyrus - Wrecking Ball (Versión Oficial de The Beef Seeds)
- Miley Cyrus - We Can't Stop (Versión Oficial de The Beef Seeds)
- Bruno Mars - Gorilla (feat. Benji Webbe) (Versión Oficial de The Beef Seeds)
- One Republic - Counting Stars (Versión Oficial de The Beef Seeds)
- One Direction - Story Of My Life (Versión Oficial de The Beef Seeds)
- Ylvis - The Fox (What Does The Fox Say) (Versión Oficial de The Beef Seeds)
- The Pogues - Fairytale of New York/Newport (Versión Oficial de The Beef Seeds)
- Mariah Carey - All I Want For Christmas Is You (Versión Oficial de The Beef Seeds)
- Pitbull ft. Ke$ha - Timber (Versión Oficial de The Beef Seeds)
- Pharrell Williams - Happy (Versión Oficial de The Beef Seeds)
- Avicii - Hey Brother (Versión Oficial de The Beef Seeds)
- Eminem ft. Rihanna - The Monster (Versión Oficial de The Beef Seeds)
- Bastille - Pompeii (Versión Oficial de The Beef Seeds)
- Lorde - Royals (Versión Oficial de The Beef Seeds, grabada en vivo en BBC Wales, la división galesa de BBC Radio)
- Daft Punk - Get Lucky (Versión Oficial de The Beef Seeds)
- Journey - Don't Stop Believin' (Versión Oficial de The Beef Seeds)
- Jason Derulo - Talk Dirty (Versión Oficial de The Beef Seeds)